# Жуламансай (посёлок)
Жуламансай — посёлок в Адамовском районе Оренбургской области. Входит в состав Юбилейного сельсовета.

## История
Посёлок основан в 1929 году как одно из отделений совхоза-гиганта «Каинды-Кумакский».
В 1966 году указом Президиума Верховного Совета РСФСР посёлок отделения № 4 совхоза «Каинды-Кумакский» переименован в Жуламансай.

## Население
| 2010 |
| ---- |
| 331  |